# Carlos Mayor
Carlos Alberto Mayor (Buenos Aires, 5 ottobre 1965) è un allenatore di calcio ed ex calciatore argentino, di ruolo difensore, tecnico dei Defensores de Belgrano.

## Palmarès

### Giocatore

#### Competizioni nazionali
- Campionato argentino: 1

Argentinos Juniors: Nacional 1985

#### Competizioni internazionali
- Coppa Libertadores: 1

Argentinos Juniors: 1985
- Coppa Interamericana: 1

Argentinos Juniors: 1985